# Phylloicus centralis
Phylloicus centralis är en nattsländeart som först beskrevs av Luisa Eugenia Navas 1924.  Phylloicus centralis ingår i släktet Phylloicus och familjen Calamoceratidae. Inga underarter finns listade i Catalogue of Life.